# Trina Davis
Trina Rochelle Davis (* 6. September 2001 in Marysville, Washington) ist eine in den Vereinigten Staaten geborene fidschianische Fußballspielerin, die seit 2018 auch A-Nationalspielerin des südpazifischen Inselstaates ist.

## Karriere

### Vereine
Ihre erste Berührung mit dem Fußballsport hatte sie während ihrer Zeit an der Marysville Pilchuck High School im Team der Tomahawks. Mit der am 26. Februar 2021 vollzogenen Vertragsunterzeichnung mit dem israelischen Erstligisten ASA Tel-Aviv FC avancierte sie zur ersten professionellen Fußballspielerin aus Fidschi, wie der Präsident des fidschianischen Fußballverbandes FFA, Rajesh Patel, konstatierte. Mit dem am 10. Mai begonnenen Israel-Gaza-Konflikt 2021 verließ sie den Verein und das Land und fand in Puerto Rico mit dem Puerto Rico Sol FC ihren neuen Verein, für den sie in der Liga Profesional de Fútbol de Puerto Rico (LPR) um Punkte und Meisterschaft spielt.

### Nationalmannschaft
Der Tatsache geschuldet, dass ihre Mutter im Alter von 22 Jahren aus Fidji in die Vereinigten Staaten migriert ist, führte zu ihrer Entscheidung für die Nationalmannschaft Fidjis zu spielen. Ihr Debüt am 24. August 2018 beim 5:1-Sieg über die Nationalmannschaft Vanuatus im Churchill Park von Lautoka krönte sie im ersten Qualifikationsspiel für die im November 2018 anstehende Ozeanienmeisterschaft gleich mit einem Hattrick. Auch im dritten Spiel am 30. August, das gewonnen werden musste, um als Gruppensieger hervorzugehen, erzielte sie beim 2:0-Sieg über die Nationalmannschaft Amerikanisch-Samoas, mit dem 1:0-Führungstreffer in der 40. Minute ein Tor.
Im Turnier auf Neukaledonien wurde sie in den ersten beiden Spielen der Gruppe B eingesetzt, in dem sie im ersten ein Tor und im zweiten zwei Tore erzielte. Am 28. November 2018 trug sie im Halbfinale beim 5:1-Sieg über die Nationalmannschaft Papua-Neuguineas ebenfalls mit zwei Toren bei. Im Finale am 1. Dezember 2018 in Nouméa war sie mit ihrer Mannschaft der Nationalmannschaft Neuseelands mit 0:8 unterlegen.
Erst am 7. April 2022 wurde sie wieder in der Nationalmannschaft eingesetzt, die das in Freundschaft ausgetragene Länderspiel gegen die Nationalmannschaft der Philippinen mit 2:7 verlor. Vom 14. bis zum 30. Juli 2022 wurde sie in allen fünf möglichen Spielen im Turnier um die Ozeanienmeisterschaft (zugleich Qualifikationsturnier für die Weltmeisterschaft 2023) eingesetzt und verpasste die WM-Teilnahme mit der 1:2-Niederlage gegen die Nationalmannschaft Papua-Neuguineas in Suva.

## Erfolge
- Finalist Ozeanienmeisterschaft 2018, 2022